# Cypraea
Cypraea és un gènere de gasteròpodes marins de mida mitjana a grossa que pertanyen a la família Cypraeidae, els cauris.

## Taxonomia

### Espècies
Les espècies del gènere Cypraea són:
- † Cypraea ficoides (Hutton, 1873)
- Cypraea pantherina Lightfoot, 1786[2]
- Cypraea porcellus Brocchi, 1814
- Cypraea tigris Linnaeus, 1758[3]

### Sinònims
La majoria d'espècies que antigament havien estat classificades dins del gènere Cypraea actualment es troben en altres gèneres de la família Cypraeidae:
- Cypraea achatidea Sowerby, 1837: sinònim de Schilderia achatidea
- Cypraea acicularis Gmelin, 1791: sinònim de Erosaria acicularis
- Cypraea aenigma Lorenz, 2002: sinònim de Nesiocypraea aenigma
- Cypraea albuginosa Gray, 1825: sinònim de Erosaria albuginosa
- Cypraea alexhuberti Lorenz & Huber, 1999: sinònim de Austrasiatica alexhuberti
- Cypraea alfredensis (Schilder & Schilder, 1929): sinònim de Cypraeovula alfredensis (Schilder & Schilder, 1929)
- Cypraea algoensis Gray, 1825: sinònim de Cypraeovula algoensis
- Cypraea alisonae Burgess, 1983:[4] sinònim de Blasicrura alisonae
- Cypraea amarata (Meuschen, 1787):[5] sinònim de Mauritia scurra
- Cypraea amphitales Melvill, 1888 : sinònim de Cypraeovula amphitales
- Cypraea androyensis Blocher & Lorenz, 1999: sinònim de Palmadusta androyensis
- Cypraea angelicae Clover, 1974: sinònim de Zonaria angelicae
- Cypraea angioyorum Biraghi, 1978: sinònim de Erronea angioyorum
- Cypraea angustata Gmelin, 1791: sinònim de Notocypraea angustata
- Cypraea annettae Dall, 1909: sinònim de Pseudozonaria annettae
- Cypraea annulus Linnaeus, 1758:[6] sinònim de Monetaria annulus
- Cypraea arabica Linnaeus, 1758:[7] sinònim de Mauritia arabica
- Cypraea arabicula:[8] sinònim de Pseudozonaria arabicula
- Cypraea argus Linnaeus, 1758:[9] sinònim de Arestorides argus
- Cypraea armeniaca Verco, 1912: sinònim de Umbilia armeniaca
- Cypraea artuffeli Jousseaume, 1876: sinònim de Palmadusta artuffeli
- Cypraea aurantium Gmelin, 1791: sinònim de Lyncina aurantium
- Cypraea barbieri Raybaudi, 1986: sinònim de Purpuradusta barbieri
- Cypraea asellus Linnaeus, 1758:[10] sinònim de Palmadusta asellus
- Cypraea barclayi Reeve, 1857: sinònim de Contradusta barclayi
- Cypraea beckii Gaskoin, 1836[11] és sinònim de Erosaria beckii

- Cypraea bernardi Richard, 1974: sinònim de Erosaria bernardi
- Cypraea bistrinotata Schilder & Schilder, 1937:[12] sinònim de Pustularia bistrinotata
- Cypraea boivinii Kiener, 1843: sinònim de Erosaria boivinii
- Cypraea boucheti Lorenz, 2002: sinònim de Palmulacypraea boucheti
- Cypraea bregeriana Crosse, 1868: sinònim de Contradusta bregeriana
- Cypraea brevidentata Sowerby, 1870: sinònim de Bistolida brevidentata
- Cypraea broderipii Gray in Sowerby, 1832:[13] sinònim de Lyncina broderipii
- Cypraea camelopardalis Perry, 1811:[14] sinònim de Lyncina camelopardalis
- Cypraea capensis:[15] sinònim de Cypraeovula capensis
- Cypraea capricornica Lorenz, 1989 sinònim de Umbilia capricornica
- Cypraea caputdraconis Melvill, 1888: sinònim de Monetaria caputdraconis
- Cypraea caputserpentis Linnaeus, 1758:[16] sinònim de Erosaria caputserpentis

- Cypraea carneola Linnaeus, 1758:[17] sinònim de Lyncina carneola
- Cypraea carneola sowerbyi Anton, 1838: sinònim de Lyncina carneola (Linnaeus, 1758)
- Cypraea castanea Higgins, 1868: sinònim de Cypraeovula castanea
- Cypraea catholicorum Schilder, 1938: sinònim de Cribrarula catholicorum
- Cypraea caurica Linnaeus, 1758:[18] sinònim de Erronea caurica
- Cypraea cernica Sowerby, 1870:[19] sinònim de Erosaria cernica
- Cypraea cervinetta Kiener, 1843: sinònim de Macrocypraea cervinetta
- Cypraea cervus Linnaeus, 1771: sinònim de Macrocypraea cervus
- Cypraea chiapponii Lorenz, 1999: sinònim de Pustularia chiapponii
- Cypraea childreni Gray, 1825: sinònim de Ipsa childreni
- Cypraea chinensis Gmelin, 1791:[20] sinònim de Ovatipsa chinensis
- Cypraea cicercula Linnaeus, 1758:[21] sinònim de Pustularia cicercula
- Cypraea cinerea Gmelin, 1791: sinònim de Luria cinerea
- Cypraea citrina Gray, 1825:[22] sinònim de Erosaria citrina
- Cypraea clandestina Linnaeus, 1767:[23] sinònim de Palmadusta clandestina

- Cypraea cohenae Burgess, 1965: sinònim de Cypraeovula cohenae
- Cypraea colligata Lorenz, 2002: sinònim de Cypraeovula colligata
- Cypraea coloba Melvill, 1888:[24] sinònim de Ovatipsa coloba
- Cypraea comptonii Gray, 1847: sinònim de Notocypraea comptoni
- Cypraea connelli Liltved, 1983: sinònim de Cypraeovula connelli
- Cypraea contaminata Sowerby, 1832:[25] sinònim de Palmadusta contaminata
- Cypraea controversa Gray, 1824: sinònim de Luria controversa
- Cypraea coronata Schilder 1930: sinònim de Cypraeovula coronata
- Cypraea costispunctata G. B. Sowerby II, 1870: sinònim de Pusula costispunctata (G. B. Sowerby II, 1870)
- Cypraea coxeni Cox, 1873: sinònim de Eclogavena coxeni
- Cypraea cribellum Gaskoin, 1849:[26] sinònim de Cribrarula cribellum
- Cypraea cribraria Linnaeus, 1758:[27] sinònim de Cribrarula cribraria
- Cypraea cruenta:[28] sinònim de Ovatipsa chinensis
- Cypraea cruickshanki Kilburn, 1972: sinònim de Cypraeovula cruickshanki
- Cypraea cumingii Sowerby, 1832: sinònim de Cribrarula cumingii
- Cypraea cylindrica Born, 1778:[29] sinònim de Erronea cylindrica
- Cypraea dayritiana Cate, 1963: sinònim de Eclogavena dayritiana
- Cypraea decipiens Smith, 1880: sinònim de Zoila decipiens
- Cypraea declivis Sowerby II, 1870: sinònim de Notocypraea declivis
- Cypraea deforges] Lorenz, 2002: sinònim de Austrasiatica deforgesi
- Cypraea depressa Gray, 1824:[30] sinònim de Mauritia depressa
- Cypraea diauges Melvill 1888 syn. of Bistolida diauges

- Cypraea dillwyni Schilder 1922: sinònim de Cryptocypraea dillwyni
- Cypraea diluculum Reeve, 1845:[31] sinònim de Palmadusta diluculum
- Cypraea eburnea Barnes, 1824:[32] sinònim de Erosaria eburnea
- Cypraea edentula:[33] sinònim de Cypraeovula edentula
- Cypraea eglantina Duclos, 1833:[34] sinònim de Mauritia eglantina
- Cypraea eludens Raybaudi, 1991: sinònim de Zoila eludens
- Cypraea englerti Summers & Burgess, 1965: sinònim de Erosaria englerti
- Cypraea erosa Linnaeus, 1758:[35] sinònim de Erosaria erosa
- Cypraea errones Linnaeus, 1758:[36] sinònim de Erronea errones
- Cypraea erythraeensis Sowerby, 1837:[37] sinònim de Bistolida erythraeensis
- Cypraea esontropia Duclos, 1833:[38] sinònim de Cribrarula esontropia
- Cypraea exmouthensis Melvill, 1888: sinònim de Cribrarula exmouthensis
- Cypraea exusta Sowerby, 1832:[39] sinònim de Talparia exusta
- Cypraea fallax Smith, 1881: sinònim de Cribrarula fallax
- Cypraea felina Gmelin, 1791:[40] sinònim de Melicerona felina
- Cypraea fernandoi Cate, 1969: sinònim de Erosa fernadoi
- Cypraea fimbriata Gmelin, 1791:[41] sinònim de Purpuradusta fimbriata
- Cypraea friendii Gray, 1831: sinònim de Zoila friendii
- Cypraea fultoni Sowerby, 1903: sinònim de Barycypraea fultoni
- Cypraea fuscodentata:[42] sinònim de Cypraeovula fuscodentata
- Cypraea fuscorubra Shaw, 1909: sinònim de Cypraeovula fuscorubra
- Cypraea gangranosa Dillwyn, 1817:[43] sinònim de Erosaria gangranosa
- Cypraea garciai Lorenz & Raines, 2001: sinònim de Cribrarula garciai
- Cypraea gaskoini Reeve, 1846:[44] sinònim de Cribrarula gaskoini

- Cypraea gilvella Lorenz, 2002: sinònim de Luria gilvella
- Cypraea globosa:[45] sinònim de Lyncina lynx
- Cypraea globulus Linnaeus, 1758:[46] sinònim de Pustularia globulus
- Cypraea goodalli Sowerby I, 1832: sinònim de Bistolida goodallii
- Cypraea gracilis Gaskoin, 1849:[47] sinònim de Purpuradusta gracilis
- Cypraea granulata Pease, 1862: sinònim de Nucleolaria granulata
- Cypraea grayana Schilder, 1930:[48] sinònim de Mauritia grayana
- Cypraea guttata Gmelin, 1791: sinònim de Perisserosa guttata
- Cypraea hammondae Iredale, 1939: sinònim de Purpuradusta hammondae
- Cypraea hartsmithi Schilder, 1967: sinònim de Notocypraea hartsmithi
- Cypraea helvola Linnaeus, 1758:[49] sinònim de Erosaria helvola
- Cypraea hesitata Jousseaume, 1884: sinònim de Umbilia hesitata
- Cypraea hirundo Linnaeus, 1758:[50] sinònim de Blasicrura hirundo
- Cypraea histrio Gmelin, 1791:[51] sinònim de Mauritia histrio
- Cypraea humphreysii Gray, 1825: sinònim de Palmadusta humphreysii
- Cypraea hungerfordi lovetha Poppe, Tagaro & Buijse, 2005: sinònim de Paradusta hungerfordi bealsi (Mock, 1996)
- Cypraea inocellata Gray[52] és sinònim de Erosaria miliaris
- Cypraea interrupta Gray, 1824:[53] sinònim de Blasicrura interrupta
- Cypraea isabella Linnaeus, 1758:[54] sinònim de Luria isabella
- Cypraea kieneri Hidalgo, 1906:[55] sinònim de Bistolida kieneri
- Cypraea lamarckii Gray, 1825:[56] sinònim de Erosaria lamarckii
- Cypraea lentiginosa:[57] sinònim de Palmadusta lentiginosa
- Cypraea leucodon Broderip, 1828: sinònim de Lyncina leucodon (Broderip, 1828)
- Cypraea leucodon leucodon Broderip, 1828: sinònim de Lyncina leucodon (Broderip, 1828)
- Cypraea leviathan Schilder & Schilder, 1937:[58] sinònim de Lyncina leviathan
- Cypraea lisetae Kilburn, 1975:[59] sinònim de Nesiocypraea lisetae

- Cypraea limacina Lamarck, 1810:[60] sinònim de Staphylaea limacina
- Cypraea lurica:[61] sinònim de Erronea caurica
- Cypraea lurida Linnaeus:[62] sinònim de Luria lurida
- Cypraea lynx Linnaeus, 1758:[63] sinònim de Lyncina lynx
- Cypraea macandrewi Sowerby, 1870:[64] sinònim de Erosaria macandrewi
- Cypraea maculifera Schilder, 1932:[65] sinònim de Mauritia maculifera
- Cypraea madagascariensis Gmelin, 1790:[66] sinònim de Staphylaea nucleus madagascariensis
- Cypraea mappa Linnaeus, 1758:[67] sinònim de Leporicypraea mappa
- Cypraea margarita Dillwyn, 1817: sinònim de Pustularia margarita
- Cypraea marginalis Dillwyn, 1827:[68] sinònim de Erosaria marginalis
- Cypraea mariae Schilder, 1927:[69] sinònim de Annepona mariae
- Cypraea mauiensis Burgess, 1967: sinònim de Pustularia mauiensis
- Cypraea mauritiana Linnaeus, 1758:[70] sinònim de Mauritia mauritiana
- Cypraea microdon Gray, 1828:[71] sinònim de Purpuradusta microdon
- Cypraea miliaris Gmelin, 1790:[72] sinònim de Erosaria miliaris
- Cypraea minoridens Melvill, 1901: sinònim de Purpuradusta minoridens
- Cypraea moneta Linnaeus, 1758:[73] sinònim de Monetaria moneta
- Cypraea mus Linnaeus, 1758: sinònim de Muracypraea mus
- Cypraea nebrites Melvill, 1888:[74] sinònim de Erosaria nebrites
- Cypraea nigropunctata Gray, 1828: sinònim de Pseudozonaria nigropunctata
- Cypraea nivosa Broderip, 1827:[75] sinònim de Lyncina nivosa
- Cypraea nucleus Linnaeus, 1758:[76] sinònim de Staphylaea nucleus
- Cypraea ocellata L.:[77] sinònim de Erosaria ocellata
- Cypraea oniscus Lamarck, 1810: sinònim de Triviella aperta (Swainson, 1822)
- Cypraea onyx Linnaeus, 1758:[78] sinònim de Erronea onyx

- Cypraea owenii Sowerby, 1837:[79] sinònim de Bistolida owenii
- Cypraea ovum Gmelin 1791 (sinònim de Erronea ovum
- Cypraea pallida:[80] sinònim de Erronea pallida
- Cypraea pallidula (Gaskoin, 1849): sinònim de Blasicrura pallidula
- Cypraea pediculus var. cimex G. B. Sowerby II, 1870: sinònim de Pusula cimex (G. B. Sowerby II, 1870)
- Cypraea picta Gray, 1824: sinònim de Zonaria picta
- Cypraea piperita Gray, 1825: sinònim de Notocypraea piperita
- Cypraea poraria Linnaeus, 1758:[81] sinònim de Erosaria poraria
- Cypraea propinqua Garrett, 1879: sinònim de Lyncina carneola
- Cypraea pulchra Gray, 1824:[82] sinònim de Luria pulchra
- Cypraea pulchella Swainson, 1823: sinònim de Contradusta pulchella
- Cypraea punctata Linnaeus, 1771:[83] sinònim de Ransoniella punctata
- Cypraea pyriformis Gray, 1824 (sinònim de Erronea pyriformis
- Cypraea pyrum Gmelin, 1791 (sinònim de Zonaria pyrum
- Cypraea reticulata Martyn, 1784:[84] sinònim de Mauritia histrio
- Cypraea robertsi Hidalgo, 1906: sinònim de Pseudozonaria robertsi
- Cypraea sakuraii (Habe, 1970): sinònim de Austrasiatica sakuraii (Habe, 1970)
- Cypraea schilderorum Iredale, 1939: sinònim de Lyncina schilderorum
- Cypraea scurra Gmelin, 1791:[85] sinònim de Mauritia scurra
- Cypraea solandri G. B. Sowerby I, 1832: sinònim de Pusula solandri (G. B. Sowerby I, 1832)
- Cypraea spadicea Swainson, 1823: sinònim de Neobernaya spadicea
- Cypraea spurca Linnaeus, 1758: sinònim de Erosaria spurca
- Cypraea staphylaea Linnaeus, 1758:[86] sinònim de Staphylaea staphylaea
- Cypraea stercoraria Linnaeus:[87] sinònim de Trona stercoraria
- Cypraea stolida Linnaeus, 1758:[88] sinònim de Bistolida stolida
- Cypraea subviridis Reeve, 1835: sinònim de Erronea subviridis (Reeve, 1835)
- Cypraea sulcidentata Gray, 1824): sinònim de Lyncina sulcidentata
- Cypraea surinamensis G. Perry, 1811: sinònim de Propustularia surinamensis
- Cypraea talpa Linnaeus, 1758:[89] sinònim de Talparia talpa
- Cypraea teres Gmelin, 1791:[90] sinònim de Blasicrura teres
- Cypraea tessellata Swainson, 1822: sinònim de Luria tessellata
- Cypraea testudinaria Linnaeus, 1758:[91] sinònim de Chelycypraea testudinaria
- Cypraea teuleri Cazenavette, 1845:[92] sinònim de Bernaya teulerei
- Cypraea thomasi Crosse, 1865:[93] sinònim de Erosaria thomasi
- Cypraea turdus Lamarck, 1810:[94] sinònim de Erosaria turdus
- Cypraea umbilicata G.B. Sowerby I, 1825: sinònim de Umbilia hesitata (Iredale, 1916)
- Cypraea ursellus Gmelin, 1791:[95] sinònim de Bistolida ursellus
- Cypraea ventriculus Lamarck, 1810: sinònim de Lyncina ventriculus
- Cypraea venusta Sowerby, 1847: sinònim de Zoila venusta
- Cypraea verhoefi Burgess, 1982: sinònim de Cypraeovula castanea (Higgins, 1868)
- Cypraea vitellus Linnaeus, 1758:[96] sinònim de Lyncina vitellus
- Cypraea vredenburgi Schilder, 1927: sinònim de Erronea vredenburgi
- Cypraea walkeri Sowerby, 1832:[97] sinònim de Contradusta walkeri
- Cypraea xanthodon Sowerby I, 1832: sinònim de Erronea xanthodon
- Cypraea zebra Linnaeus, 1758:[98] sinònim de Macrocypraea zebra
- Cypraea ziczac Linnaeus, 1758:[99] sinònim de Palmadusta ziczac
- Cypraea zonaria Gmelin:[100] sinònim de Zonaria zonaria